# Phare de Ponta de São Mateus
Le phare de Ponta de São Mateus est un phare situé sur le promontoire de Laje do Cavalo entre dans la municipalité de Madalena, sur l'île de Pico (Archipel des Açores - Portugal).
Il est géré par l'autorité maritime nationale du Portugal à Oeiras (Grand Lisbonne) .

## Histoire
C'est un phare récent fonctionnant à l'énergie solaire, à proximité du petit port de Porto da Praínha do Galeão.
C'est une tourelle conique avec galerie, montée sur une base circulaire. L'ouvrage est peint blanc avec une bande noire étroite sur la galerie. Le phare est localisé sur la côte sud-ouest de l'île.
Identifiant : ARLHS : AZO024 - Amirauté : D2691 - NGA : 23380 .

### Lien connexe
- Liste des phares des Açores